# William Wains Gade
William Wains Gade er en gade på Refshaleøen i København, opkaldt efter William Wain (1819-1882), der var en af de ledende kræfter bag skibsværftet Burmeister & Wain, der fra 1860 havde en del af sin produktion på Refshaleøen. Gaden starter fra Refshalevej og fortsætter som en blind vej.
Gaden ligger på den kunstigt anlagte ø, hvor befæstningsanlægget Lynetten blev opført i 1767.

## Bygninger på gaden
I de tilhørende kasernebygninger, som blev opført i 1936 og brugt til marinesoldater indtil midten af 1960'erne, er i dag Teaterøen, et center for scenekunst. Her findes også en gymnastiksal, som nu benyttes som teatersal.